# Чамплан (Долина Аосте)
Чамплан је насеље у Италији у округу Долина Аосте, региону Долина Аосте.
Према процени из 2011. у насељу је живело 39 становника. Насеље се налази на надморској висини од 752 м.